# Melancistrus mucronatus
Melancistrus mucronatus är en stekelart som först beskrevs av Thomson 1876.  Melancistrus mucronatus ingår i släktet Melancistrus och familjen puppglanssteklar. Arten är reproducerande i Sverige. Inga underarter finns listade i Catalogue of Life.